# 板栗南瓜
板栗南瓜（学名Cucurbita cv.），又称为“栗子南瓜”。是小瓜型早熟南瓜的一个新的品种。

## 基本信息
果实扁球形，果皮纵向花纹，肉厚、呈橙黄色或绿色。这种南瓜吃起来味道像板栗一样，所以得名“板栗南瓜”。
| 族     | 亚门       | 目     | 亚属   | 门         | 纲           | 科     |
| ------ | ---------- | ------ | ------ | ---------- | ------------ | ------ |
| 南瓜族 | 五桠果亚纲 | 堇菜目 | 南瓜属 | 被子植物门 | 双子叶植物纲 | 葫芦科 |

## 营养物质
南瓜含有多糖物质，是一种非特异性免疫增强剂，能够增强机体的免疫系统功能，并能促进细胞因子生成，对免疫系统发挥多方面的调节功能。板栗南瓜高钙、高钾、低钠，适合中老年人和高血压患者食用，有利于预防骨质疏松和高血压。含有镁等人体需要的宏量元素；还含有磷、铁、铜、锰、铬、硼等微量元素。

## 栽培方法
板栗南瓜果型扁圆，单果重1.2～1.5kg，果肉细腻、质地粉、口味甜，食味及品质极佳，近年来十分受欢迎。主要品种有胜锦、惠比寿、以及国内选育成的锦栗、寿星、栗晶等。经过3年的试种栽培，现将其栽培技术总结如下。
   1.播种育苗--3月中旬在大棚内进行营养钵育苗，每钵播种1粒，播后覆土0.5cm，浇透水后覆盖地膜保温至出苗。温度掌握在25～30℃，出苗后适当降温，控制在20～25℃。每667m2生产田备苗600株以上，定植前1周控水，提高幼苗抗逆性。
   2.整地施肥--定植前大田进行施肥、整地。基肥每667m2用优质有机肥2000kg，25%复合肥50kg。采用高垄单行定植，垄宽3m，并在垄中央定植区覆盖黑色地膜，以提高地温、防杂草为害。
   3.定植--4月中旬当幼苗达5片真叶时按株距45～60cm打孔定植。
   4.摘心整枝--采用单蔓整枝方式，要及时抹除侧枝，并对枝蔓进行整理，不使其重叠交错排列。采用双蔓整枝方式，定植密度应减半，并于苗床期苗龄3片真叶时进行摘心，摘心过迟子蔓的抽生也延迟，同时收获期也推迟。当子蔓长到20cm左右时，选留生长健壮一致的子蔓2条，同时将子蔓着果节（8节左右）以下节位抽生的腋芽及时抹除。枝蔓在垄中的排列应合理，如第1条枝蔓向垄左侧伸长时，应使第2条枝蔓向垄右侧伸长，依次类推。当蔓长60cm左右时可铺垫稻草、麦秸等。　
   5.追肥浇水--整个生长期间共进行2次追肥，第1次于第1果坐果后，在垄两侧追施。第2次于第1果收获期在枝蔓先端位置处进行追施，每次用量为N、K肥各3～4kg，每次追肥后及时浇水。南瓜枝叶茂盛，蒸发量大，因此生长期间需水量较大。定植后1周浇1次缓苗水，促进枝叶生长；坐果后浇1次膨果水。以后根据气候状况，适当浇水，保证果实发育，果实充分长大后，适当控水，促进果实干物质积累，提高南瓜品质。
   6.坐果及调整--单蔓整枝第1果坐果节位在15节，第2果在20节左右。双蔓整枝第1果节位在8～10节，第2果在15节。具体操作可根据植株长势适当调整。采用人工授粉或激素处理，可提高坐果率并可灵活调整坐果节位。坐果后10～15日内幼果极易受伤，此时不要移动幼果周围的枝蔓。此外果实直接在地膜或地面上时外皮会黄化、也容易滋生病害，因此，坐果后加底垫可避免上述缺点，并使果面着色均匀，外观美丽。
   7.病虫害防治--板栗南瓜的主要病虫害有蚜虫、叶螨及叶斑病、白粉病等。蚜虫、叶螨用“敌敌畏”乳剂800～1000倍液、“阿维虫清”等1500～2000倍液防治；叶斑病、白粉病用“百菌清”、“甲基托布津”等1000倍液进行防治，要注意叶背喷洒。
   8.收获--板栗南瓜坐果后40～45日左右，果肉完全呈黄色，种子也充实了，此时即可收获。

## 烹调方法
以炒为例，原料：
| 材料     | 用量 |
| -------- | ---- |
| 板栗南瓜 | 500g |
| 盐       | 适量 |
| 生抽     | 适量 |
| 鸡精     | 少许 |
| 油       | 一勺 |

1.将板栗南瓜洗净并切碎，蒸煮大约15分钟，直到用筷子扎下能透过（蒸熟）。
2.把切碎的板栗南瓜从蒸锅里盛出来，再在锅里放上油盐生抽炒一下，在出锅前放点鸡精，南瓜已经蒸熟了就不要炒太久，太久了会太烂。
3.出锅，完成。
炒的时候可以放一汤匙水。

### 引用
1. ↑  . 2016-01-13  [2017-12-22].[]
2. ↑  . 南宁市政务信息网. 2008-12-18  [2017-12-23]. （原始内容存档于2010-10-17）.
3. ↑  史斌蔚. . 2012-03-31  [2017-12-23]. （原始内容存档于2017-12-23）.
4. ↑  . www.tech-food.com.   [2017-12-23]. （原始内容存档于2017-12-23）.
5. ↑  小马迷. . 2017-08-01  [2017-12-22]. （原始内容存档于2018-06-01）.